# Rhombosepion
Rhombosepion (лат.) — род головоногих из семейства настоящие каракатицы отряда каракатицы. Типовой вид — Rhombosepion elegans.
Достигают в длину от 7,2 до 21,2 см, самки крупнее самцов. Обитают в Атлантическом и Индийском океанах. Придонные животные, встречаются на глубине от 0 до 500 м. Безвредны для человека, Rhombosepion orbignyanum и Rhombosepion elegans являются объектами коммерческого промысла.

## Виды
На декабрь 2023 известно 3 описанных вида:
- Rhombosepion elegans (Blainville, 1827)
- Rhombosepion omani (Adam & Rees, 1966)
- Rhombosepion orbignyanum (Férussac, 1826)
- Rhombosepion prashadi (Winckworth, 1936)